# RegioSprinter
RegioSprinter je lehká motorová jednotka, kterou vyvinula a vyráběla firma Siemens-Duewag. Je určena pro rychlou regionální dopravu. Výrobce ji původně označil jako RVT (Regional-Verbrennungstriebwagen, tedy regionální motorový vůz). V Česku je registrována jako řada 818, v Německu jako řada 654. V České republice jezdí jednotky dopravce Die Länderbahn (v Česku pod hlavičkou GW Train Regio) na trati Sokolov – Kraslice – Klingenthal – (Zwickau), jednotky společnosti GW Train Regio (GWTR), které byly rekonstruovány v roce 2016 v CZ LOKO, na tratích České Budějovice – Černý Kříž, Číčenice – Nové Údolí, Volary – Strakonice a Karlovy Vary – Mariánské Lázně a jednotky dopravce AŽD Praha na lince U10 Litoměřice – Most po Švestkové dráze a Die Länderbahn CZ na linkách U12 Osek – Rakovník, U14 Jirkov – Lužná u Rakovníka, na víkendové lince S58 Rakovník – Kralovice u Rakovníka a na turistické lince T7 Chomutov – Cranzahl. V Česku se jí přezdívá sprinter, skleník nebo tramvaj.

## Technické údaje
Jde o tříčlánkovou jednotku lehké konstrukce stavěné podle předpisu pro stavbu a provoz městských drah (BO-Strab). Prostřední díl je usazen na dvounápravovém podvozku, krajní díly jsou hnací na jednonápravových podvozcích. Spodek skříní je tvořen hliníkovými profily, bočnice jsou hliníkové, ke spodku přišroubované, k nim je přilepena střecha, též hliníková, stejně tak laminátová čela. Motory  MAN D 2865 LUH 05 (1.–3. série), MAN D 2865 LUH 07 (4. a 5. série) jsou umístěny společně s hydromechanickými převodovkami ZF Ecomat a pomocnými pohony na čelech pod kabinami strojvedoucího. Nízkou pasivní bezpečnost způsobenou velmi lehkou konstrukcí mají kompenzovat výkonné brzdy (retardérová, vzduchová kotoučová a elektromagnetická).
V obou krajních dílech jsou umístěny dveře, mezi oběma dveřmi je jednotka nízkopodlažní (530 mm nad temenem kolejnic). Jednotky původně nebyly vybaveny WC, nicméně v rekonstruovaných jednotkách je umístěno bezbariérové vakuové WC, rekonstruované jednotky jsou též vybaveny audiovizuálním systémem, zásuvkami a wi-fi. Nevztahuje se na 3. sérii těchto vozů.
Jednotky byly dodávány jak s klasickými spřáhly a nárazníky (pro Ruhrtalbahn a LNJ) 1.–3. série, tak automatickými spřáhly (pro Vogtlandbahn) 4. a 5. série.
Jednotlivé rozdíly s sériích jsou hlavně v řídící elektronice vozidla.

## Provoz

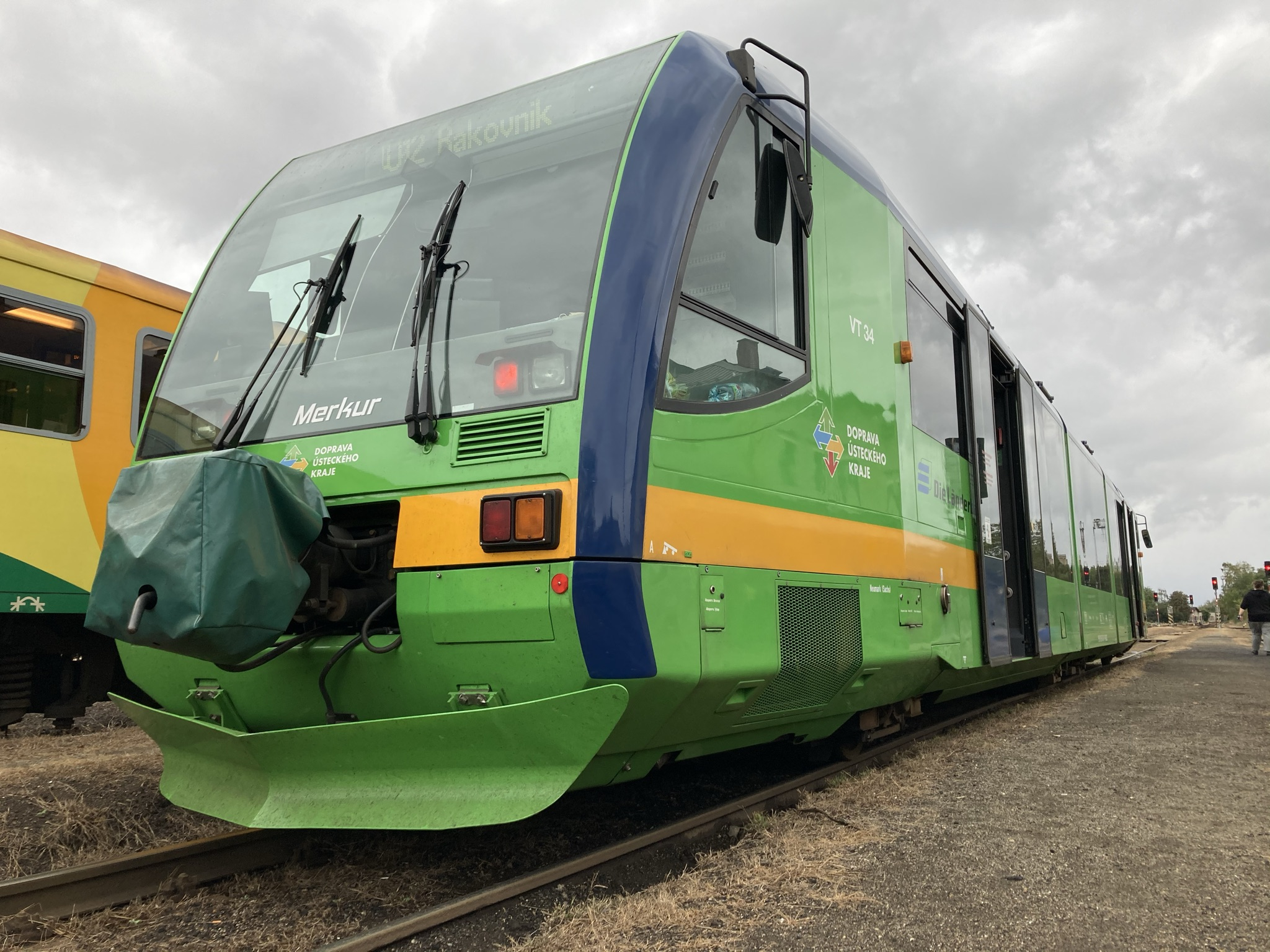
RegioSprinter Die Länderbahn CZ provozovaný v Ústeckém kraji

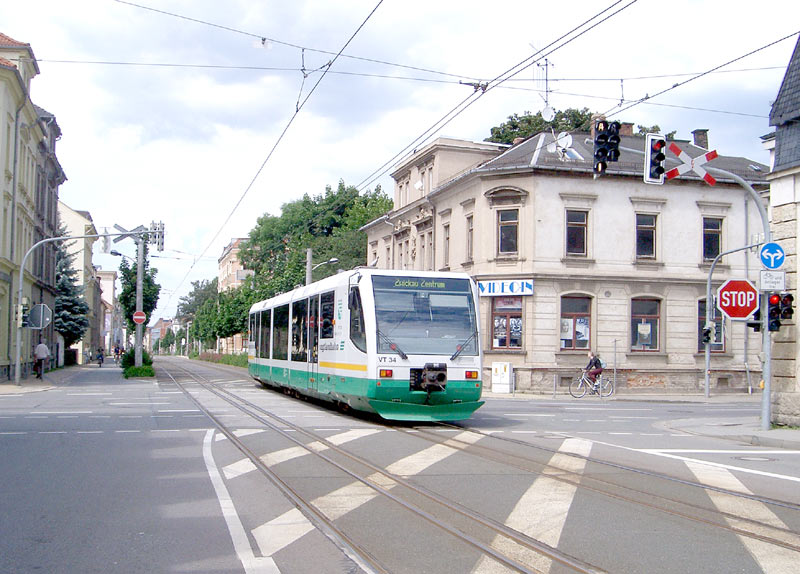
RegioSprinter Vogtlandbahn jako vlakotramvaj ve Zwickau

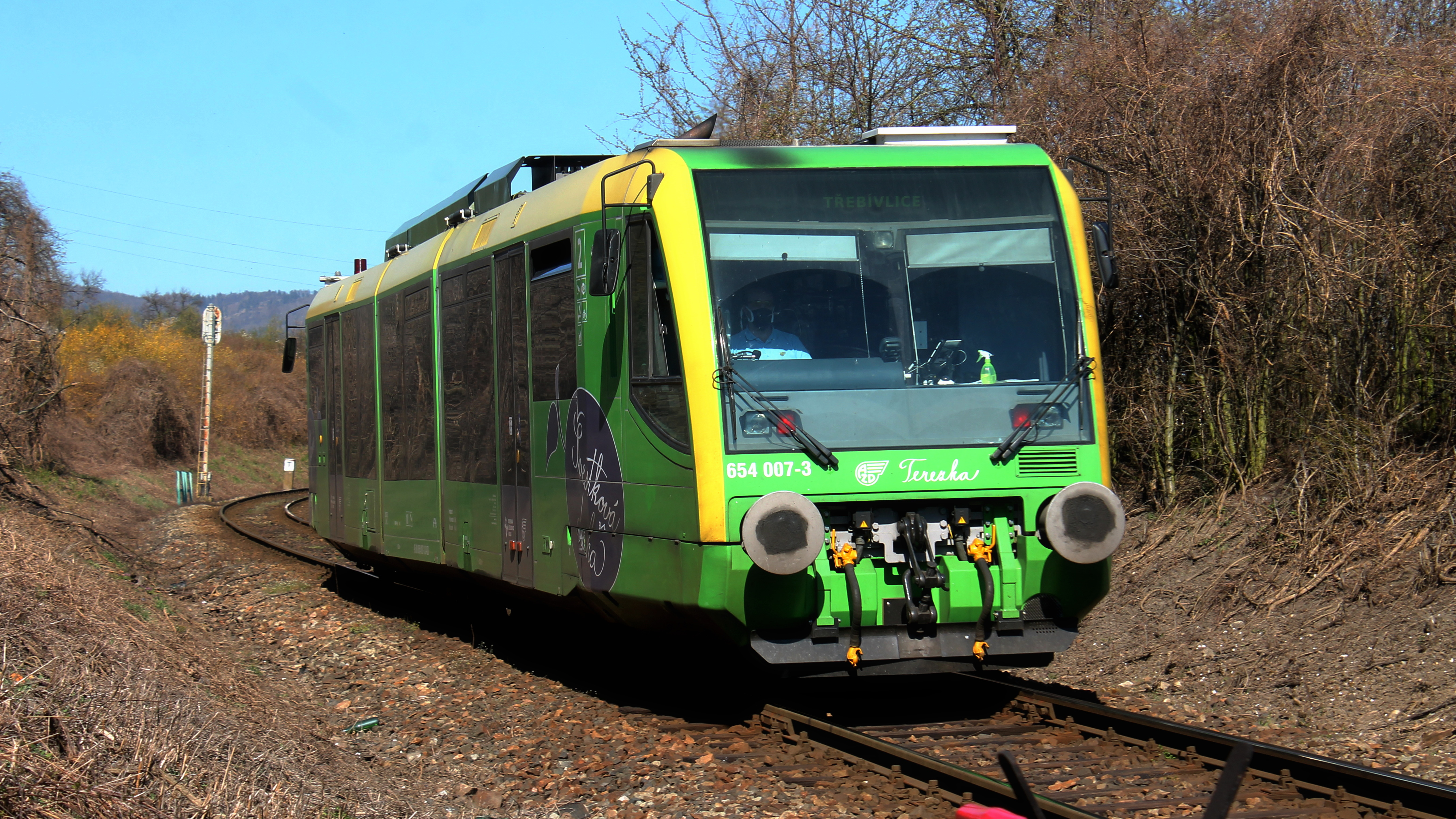
Motorová jednotka 654.007 v Žalhosticích

Jednotky byly dodány na Ruhrtalbahn a Vogtlandbahn v Německu a Naerumbanen (LNJ) v Dánsku. Jednotky Vogtlandbahn jezdí i na českém území na trati 145 Sokolov – Kraslice – Zwotental (pod hlavičkou GWTR a dále do Zwickau, kde zajíždějí po „tramvajových“ kolejích až do města.
GW Train Regio nakoupil celkem 15 jednotek od Ruhrtalbahn a Vogtlandbahn, které nechal rekonstruovat v CZ LOKO (viz výše) a provozuje je na trati 149 Karlovy Vary – Mariánské Lázně, a v rámci střediska Šumava (194, 197 a 198). V roce 2023 byly jednotky GWTR přeznačeny z německé řady 654 na českou řadu 818. V letech 2022 a 2024 byly 4 jednotky odprodány společnosti AŽD Praha.
V jízdním řádu 2019/2020 se tyto stroje objevují na trati 087 a 113 v rámci závazkové dopravy mezi Mostem a Litoměřicemi. Provozuje je společnost AŽD Praha. Tyto vlaky jezdí v hodinovém taktu. 
Též od JŘ 2019/2020 nasazuje RegioSprintery společnost Die Länderbahn CZ (nástupce Vogtlandbahn a dceřiná společnost Die Länderbahn GmbH) na tratích 124, 126, 135 a 137 v rámci závazkové dopravy pro Ústecký kraj.
Tyto jednotky rekonstrukcí prošly, ale nebyla tak rozsáhlá jako u předchozích.[zdroj?]

V Česku jednotky nejprve jezdily pod německou registrací, roku 2023 však byly přeregistrovány jednotky GWTR a AŽD a byla jim udělena česká řada 818. Jednotky Die Länderbahn CZ jsou nadále registrovány pod německou řadou 654.

## Nehody

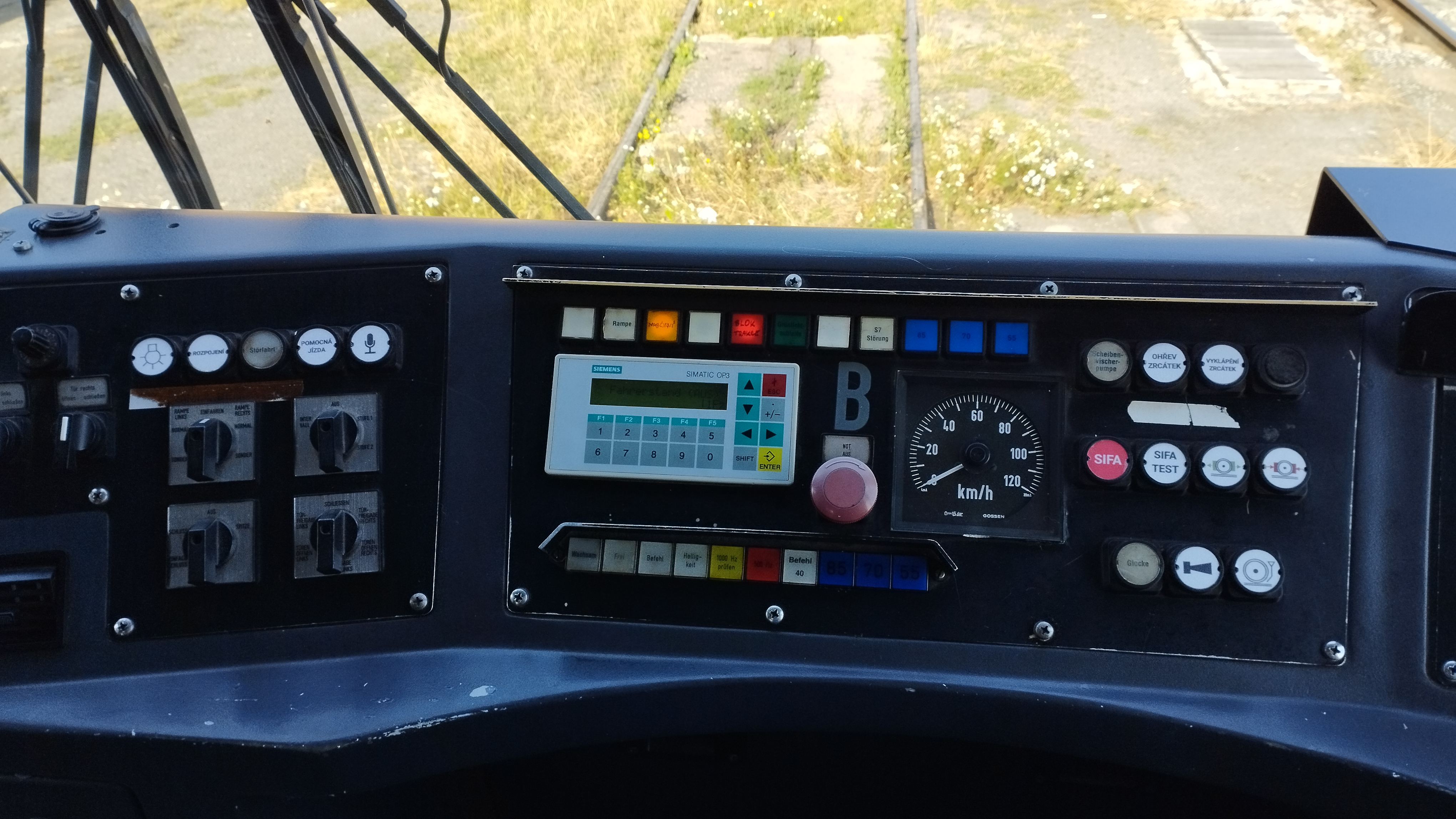
Stanoviště strojvedoucího 4.–5. série

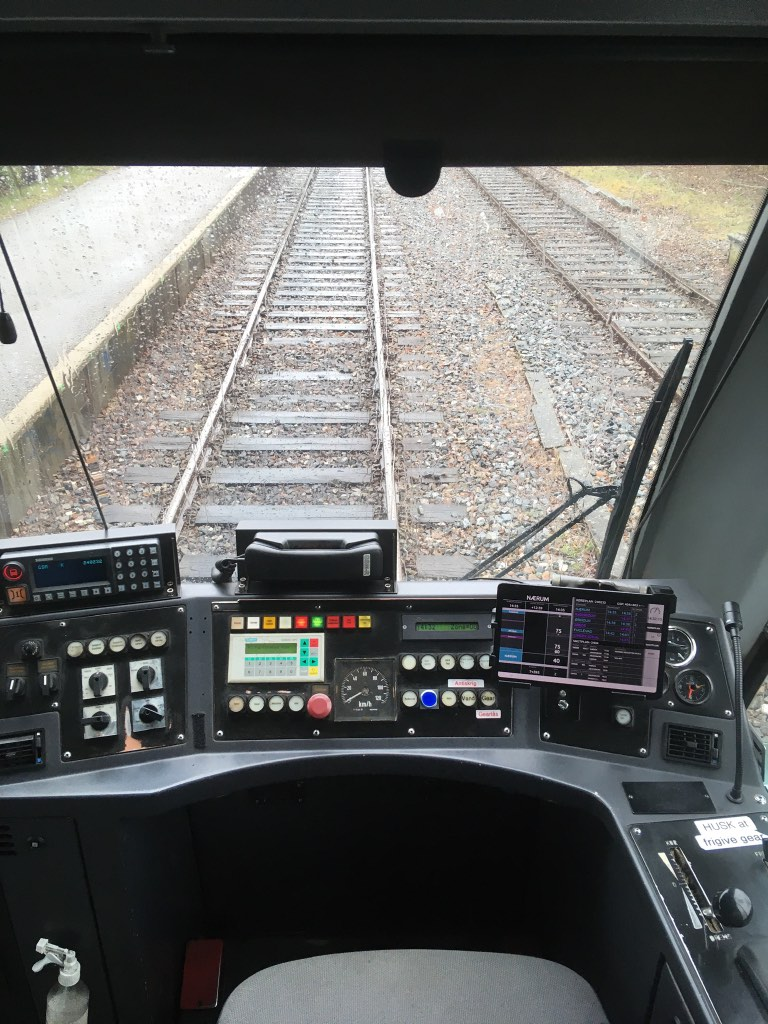
Stanoviště strojvedoucího 3. série

Dne 3. května 2018 se jednotka 654.011 na trati 194 nedaleko stanice Křemže čelně srazila s jednotkou německé řady 628 (obě na osobních vlacích GWTR), příčinou srážky bylo projetí návěstidla ve stanici Křemže. Zraněno bylo 14 cestujících, jednotka řady 628 byla poškozena mírně, zato RegioSprinter 654.011 byl poškozen natolik, že byl po nehodě zrušen a po odstrojení použitelných náhradních dílů byla poškozená karoserie sešrotována.
Dne 29. ledna 2024 došlo ke střetu jednotky 818.005 provozovatele AŽD Praha s nákladním automobilem ve stanici Lovosice. Při nehodě byly zraněny 2 osoby. Jednotka byla už při prvotním ohledání označena jako neopravitelná. Vůz byl zrušen a slouží jako zdroj náhradních dílů pro ostatní provozní vozidla.